# John Oxford
John Sydney Oxford (6 marzo 1942) è un virologo britannico che, insieme a un gruppo di britannici, ha contribuito a scoprire l'origine dell'influenza spagnola ed ha constatato che il virus fosse nato e si fosse sviluppato nel campo militare e ospedale Étaples in Francia.
È professore di virologia St Bartolomeo e all'ospedale reale. Ha anche fatto molte ricerche sul SARS-CoV-2 e ha aiutato a trovare un vaccino.
| Controllo di autorità | VIAF (EN) 76377030 · ISNI (EN) 0000 0001 1675 0920 · LCCN (EN) n80156473 · GND (DE) 138082421 · BNF (FR) cb12276211w (data) · J9U (EN, HE) 987007317057105171 |